# David Smith (młociarz ur. 1974)
David William Smith (ur. 2 listopada 1974 w Grimsby) – brytyjski lekkoatleta, specjalista rzutu młotem, olimpijczyk.

## Kariera sportowa
Na igrzyskach Wspólnoty Narodów reprezentował Anglię, a na pozostałych dużych imprezach międzynarodowych Wielką Brytanię.
Odpadł w kwalifikacjach rzutu młotem na igrzyskach olimpijskich w 1996 w Atlancie i na  mistrzostwach świata w 1997 w Atenach. Zajął 5. miejsce w tej konkurencji na igrzyskach Wspólnoty Narodów w 1998 w Kuala Lumpur.
Był mistrzem Wielkiej Brytanii (AAA) w rzucie młotem w 1996 i wicemistrzem UK Championships w 1997.
Jego rekord życiowy wynosił 75,10 m, ustanowiony 27 maja 1996 w Bedford.
W 2015 został skazany na dwa lata pozbawienia wolności za czynności seksualne z nieletnią.